# Harding Nana
Harding Ngueyep Nana, né le 17 janvier 1981 à Douala, est un joueur camerounais de basket-ball.